# Zahirja (rejon samborski)
Zahirja (ukr. Загір'я) – wieś na Ukrainie, w obwodzie lwowskim, w rejonie samborskim, w hromadzie Rudki. W 2024 roku liczyła 169 mieszkańców.
Do 1946 roku miejscowość nosiła nazwę Hołodówka (ukr. Голодівка, Hołodiwka).
Za II RP należała do gminy Dydiatycze. Południową część wsi stanowi dawniej samodzielna wieś Kocierzyn.